# Hiroshi Harada
Hiroshi Harada (Prefectura de Gunma, Japón, 13 de junio de 1962) es un cineasta y animador japonés, conocido principalmente por la película Midori: la niña de las camelias.

## Biografía
Harada sufrió de bullying durante su infancia, un tema frecuente en sus películas. Su carrera como animador comenzó en 1976.
Entre 1987 y 1992 trabajó en la adaptación de Midori: la niña de las camelias, un manga del autor ero-guro Suehiro Maruo. Debido a lo controvertido de la película (que incluye maltrato animal, deformidades y violaciones), Harada tuvo problemas para financiarla y debió hacer casi todo el trabajo por su cuenta. Con los años se convertiría en un film de culto, además de ser uno de los pocos (sino el único) anime de género ero-guro.
Durante el resto de los 90, Harada permaneció bajó el anónimato usando seudónimos como Hisaaki Etsu (el que usó en Midori). En 2006 dirigió la serie Humanoid Monster Bem, la obra de mayor presupuesto de su carrera hasta ese momento. En América Latina la serie fue estrenada por Animax.
En 2012 dirigió 5 cortos para la serie antológica Folktales from Japan que, como su nombre indica, adapta cuentos populares de la cultura japonesa.

## Filmografía

### Como director
| Año  | Título en japonés                   | Título en inglés                | Duración                                     |
| ---- | ----------------------------------- | ------------------------------- | -------------------------------------------- |
| 1976 | ひよわな恐竜ちゃん                  | Hiyori dinosaur                 | Cortometraje                                 |
| 1978 | 暁の報復                            | Akatsuki retaliation            | Cortometraje                                 |
| 1979 | 暁の報酬                            | Akatsuki no Reward              | Cortometraje                                 |
| 1980 | 弟は羊になった                      | My brother became a sheep       | Cortometraje                                 |
| 1981 | Kagirinaki Rakuen                   | Eternal Paradise                | 40 min.                                      |
| 1982 | 燈芸館                              | Lighthouse Museum               | Cortometraje                                 |
| 1985 | Nido to Mezamenu Komori Uta         | The Death Lullaby               | 27 min.                                      |
| 1988 | 誰もいない夏                        | No one in summer                | Cortometraje                                 |
| 1988 | 雪と少女                            | Snow and girl                   | Cortometraje                                 |
| 1992 | Chika Gentou Gekiga: Shoujo Tsubaki | Mr. Arashi's Amazing Freak Show | 48 min.                                      |
| 1994 | ぼくの恋                            | My love                         | Cortometraje                                 |
| 2004 | 海溝庭園                            | Trench Garden                   | Cortometraje                                 |
| 2006 | Youkai Ningen Bem                   | Humanoid Monster Bem            | Serie de TV, 26 episodios (25 min. cada uno) |
| 2007 | 妖精浮遊                            | Fairy floating                  | Cortometraje                                 |
| 2010 | 座敷牢 特別篇                       | Zashikujo special edition       | Cortometraje                                 |
| 2010 | ホライズンブルー                    | Horizon Blue                    | Cortometraje                                 |
| 2012 | ふるさと再生 日本の昔ばなし         | Folktales from Japan            | Serie de TV (dirección en 5 episodios)       |

### Como animador
| Año  | Título                                 | Producción  |
| ---- | -------------------------------------- | ----------- |
| 1984 | Doraemon: Aventuras en el inframundo   | Película    |
| 1986 | Robotan                                | Serie de TV |
| 1986 | Uchūsen Sagittarius                    | Serie de TV |
| 1986 | Maison Ikkoku                          | Serie de TV |
| 1986 | Bosco Adventure                        | Serie de TV |
| 1988 | Doraemon Y el viaje a la antigua China | Película    |
| 2001 | Kirby: Right Back at Ya!               | Serie de TV |
| 2004 | Burst Angel                            | Serie de TV |
| 2004 | The Marshmallow Times                  | Serie de TV |
| 2008 | Blue Dragon                            | Serie de TV |
| 2009 | Hanasakeru Seishōnen                   | Serie de TV |
| 2009 | Valkyria Chronicles                    | Serie de TV |
| 2010 | Tamagotchi!                            | Serie de TV |
| 2012 | Haiyore! Nyaruko-san                   | Serie de TV |